# Синиця блакитна
Сини́ця блаки́тна (Cyanistes caeruleus) — птах родини Синицеві (Paridae). В Україні осілий, кочовий, перелітний вид.

## Таксономія
Тривалий час блакитних синиць відносили до роду синиць (Parus), з початку XXI ст. цей вид синиці розглядають як окремий рід Cyanistes.

## Морфологічні ознаки
За розмірами менший за велику синицю. Маса тіла 9—12 г, довжина тіла близько 12 см. У дорослого птаха лоб і щоки білі; тім'я синє, з країв біле; через око проходить вузька чорна смуга, яка з'єднується з чорно-синьою потилицею: горло чорне, від якого до потилиці проходить чорно-синя смуга, що окреслює щоку; спина, поперек і надхвістя сірувато-зелені; на синіх верхніх покривних перах крила біла смужка; воло, груди і черево жовті; махові пера бурі, з синьою облямівкою; хвіст синій; дзьоб темно-бурий; ноги сірі. У молодого птаха кольори тьмяніші; верх голови сірувато-бурий; смуги на голові темно-сірі; крила і хвіст сірувато-блакитні.

## Поширення, біологія
Тримається листяних лісів, парків, садів. Гніздиться в дуплі або шпаківні вистеляючи гніздо травою, шерстю, мохом і пір'ям.
За літо буває дві кладки. Кладка з 8—12 білих яєць, у середині травня. Менш ніж через два тижні вилуплюються пташенята, які через три тижні вилітають з гнізда.
Живиться комахами, павуками тощо. Восени і узимку збирається у зграї і кочує разом з іншими видами синиць. 

## Галерея

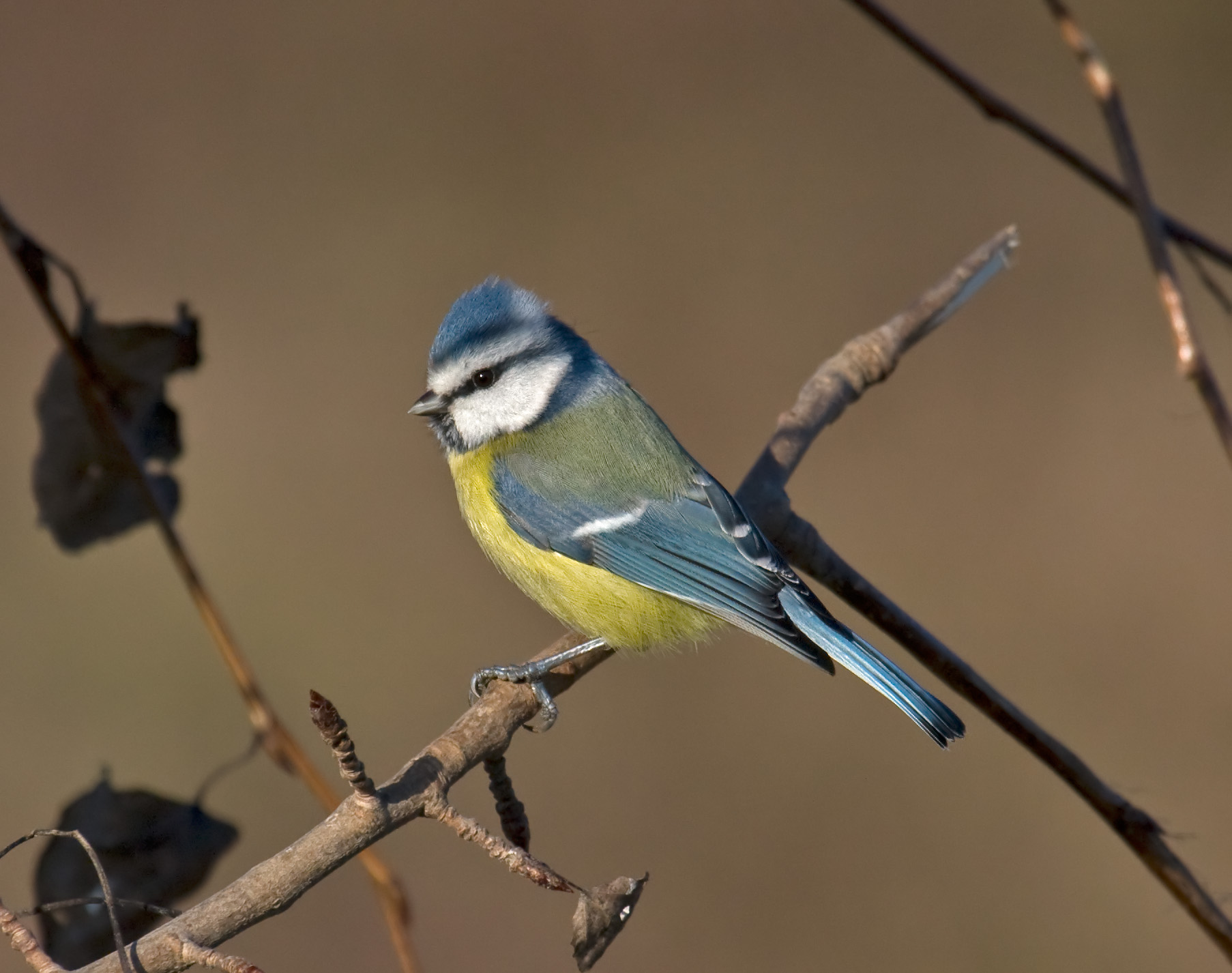
Доросла синиця блакитна
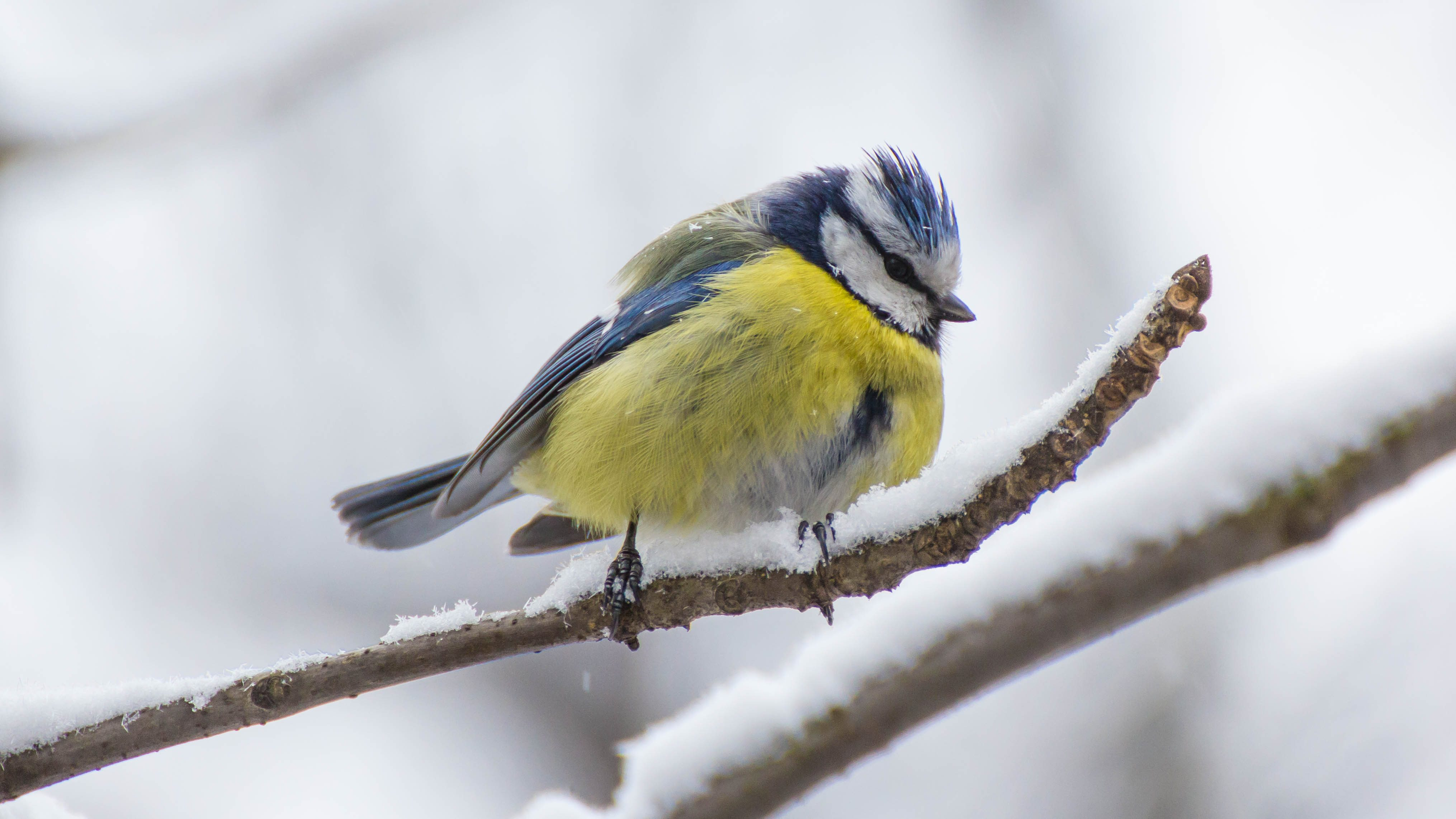
Синиця блакитна в парку КПІ, Київ
- Кладка блакитної синиці